# Монте-Арджентера
Мо́нте Ардженте́ра, Арджентера (італ. Monte Argentera) — найвища гора масиву Меркантур-Арджентера та загалом Приморських Альп, на території Італії (провінція Кунео), за один кілометр від французько-італійського кордону. Висота — до 3297 м. 18 серпня 1879 року Вільям Огаст Кулідж та його провідники Крістіан Альмер старший та молодший здійснили перше сходження на вершину гори Монте Арджентера. Вони піднялися коридором Луруса, що пізніше став класичним маршрутом для альпіністів. 1882 року Г. Деллепіане, У. Понта та Р. Аудізіо знайшли легший шлях до вершини зі східного боку гори.